# Aprendiz

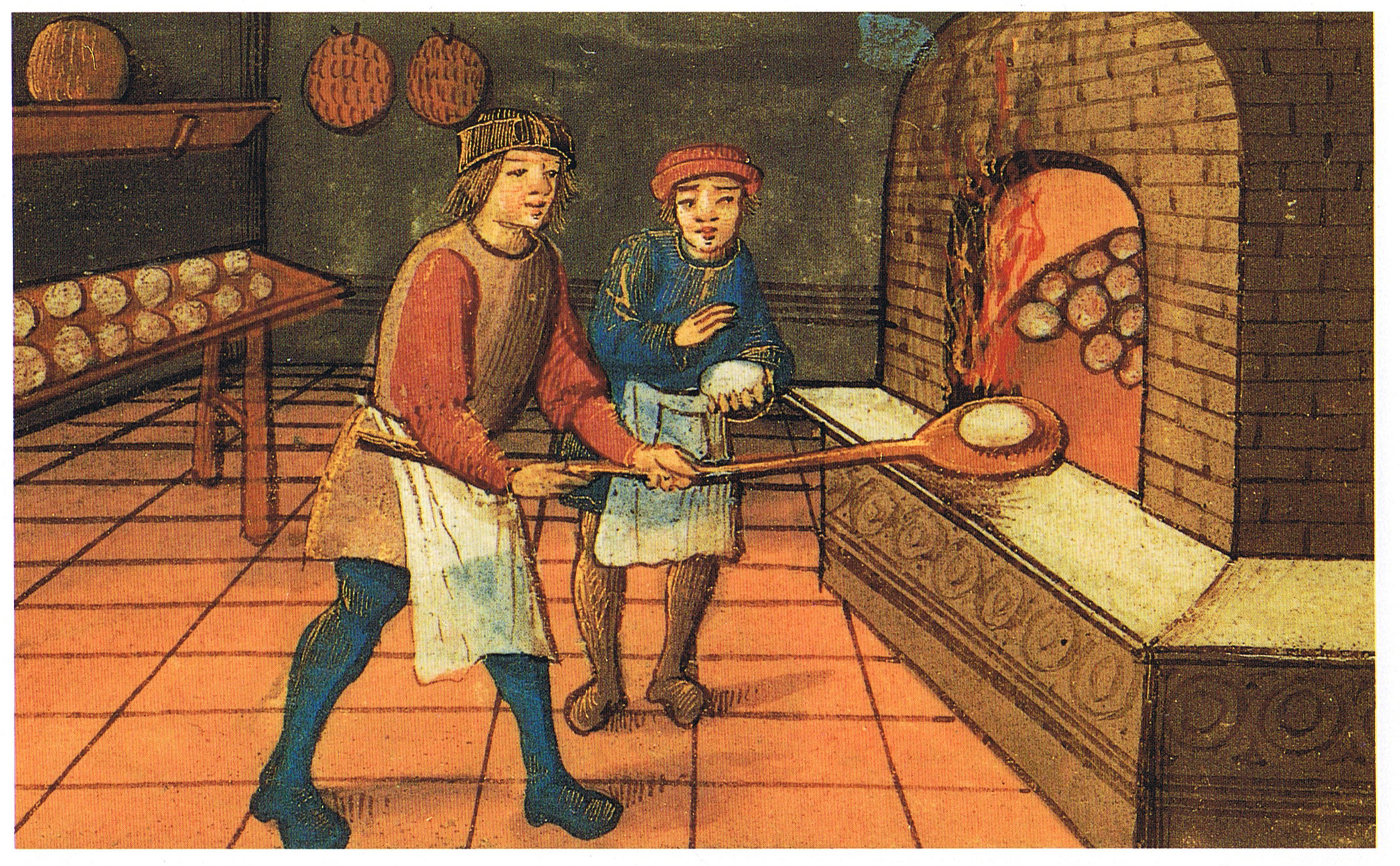
Panadero medieval y su aprendiz

Dentro del contexto gremial, se llamaba aprendiz a la persona que aprendía algún arte u oficio. En algunos contextos laborales más actuales puede hacer referencia a una persona situada en la fase previa de aprendizaje a la obtención del grado de oficial.

## Antecedentes
No hace mucho tiempo, cada gremio de artesanos u oficiales tenía sus reglas particulares para el aprendizaje, y nadie podía ejercer ningún arte u oficio, aun de los más sencillos, sin haber estado de aprendiz con un maestro por espacio de seis o siete años y sin sujetarse después a examen e incorporación en el gremio. Todavía se establecieron mayores trabas en algunas ordenanzas, que llegaron al extremo de fijar también el número de aprendices para evitar la concurrencia y aun de negar la entrada en el aprendizaje y en los gremios a los que se encontraban en la clase de hijos ilegítimos.

## En España
Posteriormente, a pesar de las ordenanzas de los gremios, se tomaron en España las disposiciones siguientes: 
- que la ilegitimidad no sirva de impedimento para ejercer las artes y oficios; céd. de 2 de set. de 1784 :
- que no se impida a las mujeres y niñas el aprender las labores y artefactos propios de su sexo, ni el vender libremente sus manufacturas; céd. de 2 de enero de 1779
- que todas las mujeres tengan facultad general para trabajar en todas las artes y manufacturas compatibles con el decoro y fuerzas de su sexo; céd. de 2 de set. de 1784
- que las viudas de los artesanos puedan conservar sus tiendas y talleres, aunque casen con segundos maridos que no sean del oficio de los primeros; céd. de 19 de mayo de 1790
- que todos y cualesquiera artesanos puedan trabajar en sus oficios sin obligación de examinarse en ellos y sean mantenidos por la justicia en el libre ejercicio de sus profesiones, no obstante las oposiciones de los gremios, con tal que sean de conocida habilidad o la justicia se cerciore de ella; real orden, de 26 de mayo de 1790
- que deben ser admitidos a examen de un oficio todos los que le pretendan sin que les obste la falta de los requisitos de aprendizaje, oficialía, domicilio, ni otro alguno que prescriban sus ordenanzas; circular de 1 de mano de 1798 — Leyes 9, li, 15, 13, 11, y nota 3, tit. 23, tíb. 8, Noc Rec.

He aquí pues destruido ya indirectamente en el siglo XVIII el aprendizaje forzoso que se hallaba establecido por las ordenanzas de los gremios.

## En la masonería
Llámase aprendiz a la persona que se encuentra en el primer grado de la masonería: el primero de los tres grados azules o simbólicos.